# Trichosea funebris
Trichosea funebris är en fjärilsart som beskrevs av Emilio Berio 1973. Trichosea funebris ingår i släktet Trichosea och familjen Pantheidae. Inga underarter finns listade i Catalogue of Life.